# Poção de Pedras
Poção de Pedras is een gemeente in de Braziliaanse deelstaat Maranhão. De gemeente telt 15.533 inwoners (schatting 2009).